# Axel Norman
Axel Norman – norweski bokser, brązowy medalista Mistrzostw Europy z roku 1925.

## Kariera
W maju 1925 zdobył brązowy medal na Mistrzostwach Europy, w kategorii koguciej. W półfinale przegrał pojedynek z reprezentantem Niemiec Franzem Dübbersem. W walce o brązowy medal Norman pokonał Francuza Roche, zajmując trzecie miejsce na podium.
W roku 1924 i 1925 był mistrzem Norwegii w kategorii piórkowej.